# 이찬 (관등)
이찬(伊湌)은 법흥왕 7년(520년) 에 시행한 신라 17관등(官等)의 제2등으로 잡찬의 위이다. 이척찬(伊尺湌), 일척간(一尺干), 이간(伊干)이라고도 한다.

## 개요
- 진골(眞骨)만이 될 수 있는 관등으로, 특히 이찬(伊湌)은 상대등이나 집사부(執事部)의 중시(中侍 : 뒤의 侍中), 그 밖에 병부(兵部)를 비롯한 중앙의 영(令)에 주로 보임된다.
- 《삼국사기》에는 유리 이사금 9년(32년) 노례왕 때에 17관등의 제정과 함께 처음으로 설치되었다고 하며 사료에 처음으로 등장하는 것은 파사 이사금 5년(84년) 2월 명선(明宣)을 이찬(伊湌)에 임명한 기록이다. 파사 이사금 23년(102년)에 금관가야의 수로왕에게 잔치를 베풀 때 한기부를 제외한 5부에서 모두 이척찬(伊尺湌)으로 잔치를 주관하게 했다는 기록이 있어 이찬은 처음에는 관직의 성격을 띠고 있었으나 520년(법흥왕 7년) 율령을 공포할 때 관등으로 개편된 것이다. 공복은 자색(紫色)이다.

## 대표적 인물
- 김용춘
- 김춘추
- 김춘추의 아들 : 문왕·지경(智鏡)·개원(愷元)

## 같이 보기
- 삼국사기
- 조영제, 『부산사학』 (1983년)